# ماریو فوگلیا

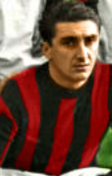
ماریو فوگلیا در تیم آ.ث.میلان

ماریو فوگلیا (انگلیسی: Mario Foglia; ۱۳ ژانویهٔ ۱۹۲۱ – ۲۸ مهٔ ۱۹۹۹) بازیکن فوتبال اهل ایتالیا بود.
از باشگاه‌هایی که در آن بازی کرده‌است می‌توان به باشگاه فوتبال آ.ث. میلان، باشگاه فوتبال برشا، باشگاه فوتبال پالرمو، و باشگاه فوتبال آلساندریا اشاره کرد.